# The Sideboard Folding Bed
The Sideboard Folding Bed è un cortometraggio muto del 1909. Il nome del regista non viene riportato nei credit del film.

## Trama
Un vagabondo si introduce nella casa di vacanza di un professore. Durante il viaggio di ritorno, il professore si rende conto di essersi dimenticato una delle finestre aperte e manda la moglie a chiuderla. La signora trova in casa gli abiti del vagabondo e, pensando che siano del marito, li prende con sé. Poi, prima di uscire, mette a posto anche il letto a scomparsa dove in effetti aveva dormito il senzatetto. Quest'ultimo, per andarsene, ora non ha nessun vestito e deve accontentarsi di quelli della moglie del professore. Sgaiattolando fuori dalla casa, viene visto da un poliziotto che inizia a inseguirlo davanti a numerosi spettatori. Vedendosi senza scampo, il fuggitivo si rifugia di nuovo nella casa, nascondendosi dentro il letto pieghevole. Che si rivelerà per lui una vera e propria trappola.

## Produzione
Il film fu prodotto dalla Lubin Manufacturing Company.

## Distribuzione
Distribuito dalla Lubin Manufacturing Company, il film - un cortometraggio della lunghezza di 154 metri - uscì nelle sale cinematografiche statunitensi l'8 luglio 1909. Nelle proiezioni, veniva programmato con il sistema dello split reel, accorpato in un'unica bobina con un altro cortometraggio prodotto dalla Lubin, la comica Roommates.